# 齊爾河 (阿勒河支流)
46°47′23″N 6°38′42″E / 46.78972°N 6.64500°E

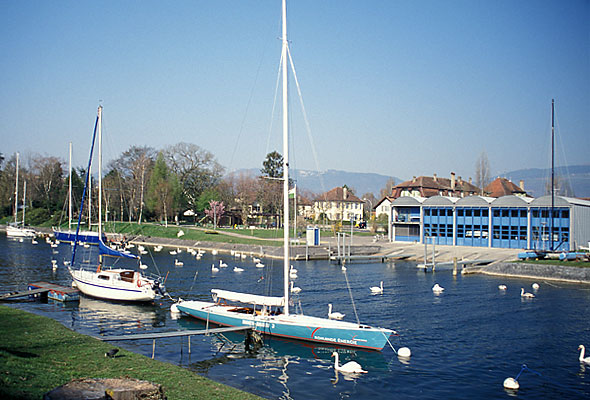

齊爾河（德語：Zihl），又称蒂耶勒河（法語：Thielle），是瑞士的河流，位於該國西部，流經沃州，屬於阿勒河的支流，河道全長9公里，流域面積476平方公里，發源自奧爾布東北面，河口處在伊韋爾東附近。